# Букер, Кори
Кори Энтони Букер (англ. Cory Anthony Booker; 27 апреля 1969, Вашингтон) — американский политик из Демократической партии. Сенатор США от Нью-Джерси с 2013 года, был мэром Ньюарка с 2006 по 2013 годы.
Получил широкую известность благодаря своей речи в Сенате США, в течение которой он не отходил от парламентской трибуны на протяжении 25 часов и 5 минут. Этот протест против политики Дональда Трампа и его соратников стал самой долгой речью в истории Сената.

## Биография
Букер является выпускником Стэнфордского университета, учился в Университете Оксфорда (как стипендиат Родса в Колледже Королевы) и Школе права Йельского университета.
Он начал свою политическую карьеру в качестве члена городского совета Ньюарка (1998—2002 гг.), неудачно баллотировался на пост мэра в 2002 г. Однако 11 февраля 2006 года Букер снова объявил о своём намерении баллотироваться на пост мэра. 9 мая 2006 года он одержал победу с 72 % голосов. 1 июля он вступил в должность мэра Ньюарка.
В 2013 году Букер избрался в Сенат США, став первым афроамериканцем в Сенате после Барака Обамы.
1 февраля 2019 года объявил о вступлении в борьбу за выдвижение его кандидатуры от Демократической партии на президентских выборах 2020 года.